# Abanga
Abanga je rijeka u Gabonu, desni pritok Ogooué. Izvire u Kristalnim planinama, blizu Medouneua. Duga je oko 160 km, a u rijeku Ogooué se ulijeva u blizini grada Bifouna.